# 留岡幸助

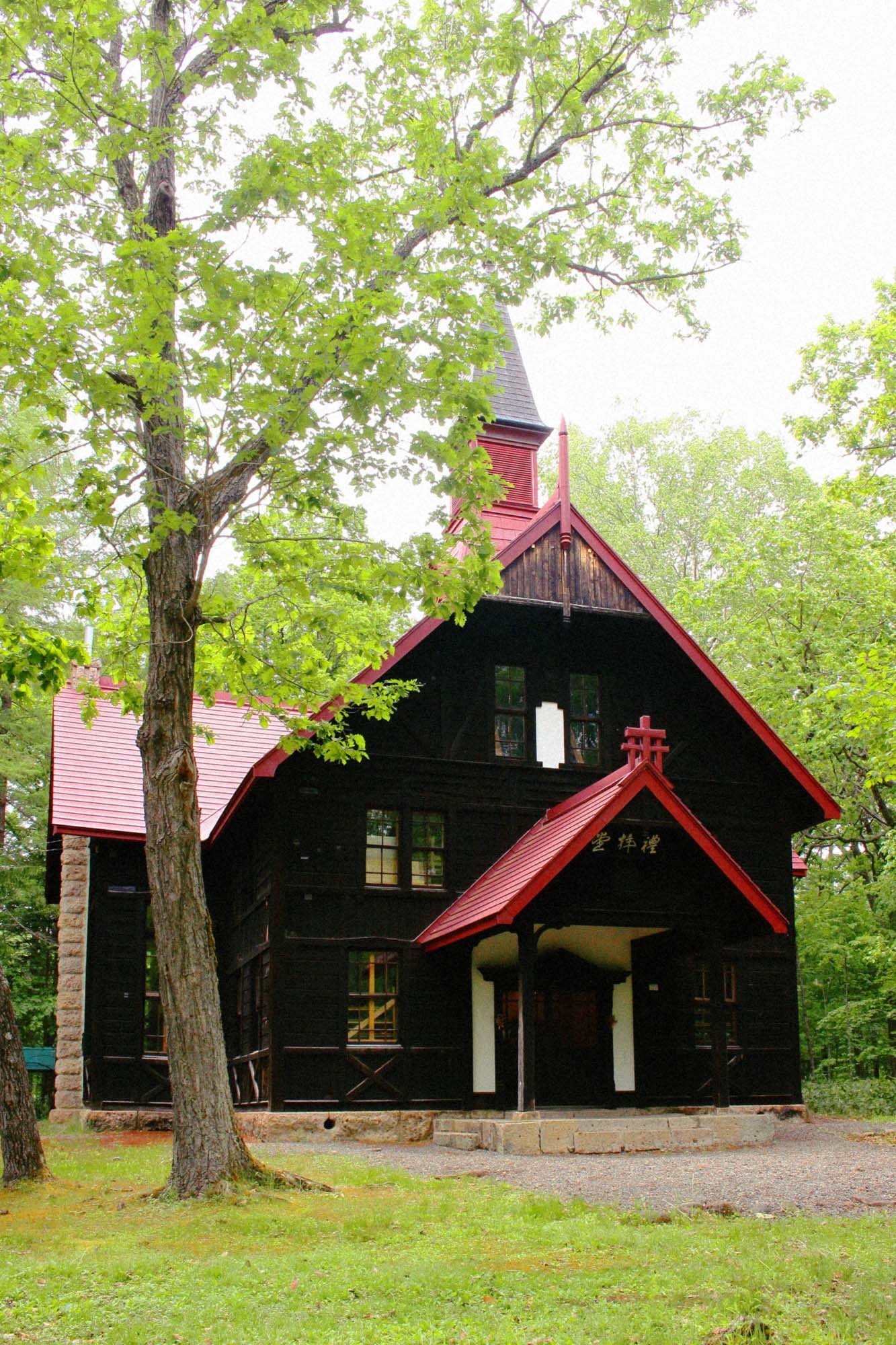
北海道家庭学校礼拝堂（家庭学校北海道分校の開校5周年を記念して1919年に建築。現・北海道指定有形文化財）

留岡 幸助（とめおか こうすけ、1864年4月9日（元治元年3月4日） - 1934年（昭和9年）2月5日）は、日本の社会福祉の先駆者で、感化院（のち教護院、現・児童自立支援施設）教育の実践家。
児童養護施設東京家庭学校（東京都杉並区高井戸東）および児童自立支援施設北海道家庭学校（北海道紋別郡遠軽町留岡）の創始者として知られる。石井十次、アリス・ペティ・アダムス、山室軍平とともに「岡山四聖人」と呼ばれる。

## 生涯
1864年4月9日（元治元年3月4日）、髪結い床を営む吉田万吉、トメの子の6人兄妹の次男として備中国高梁新町（現・岡山県高梁市新町）に生まれ、まもなく隣の南町（現・高梁市南町）で米屋を営んでいた留岡金助（1835年-1904年）の養子となった。
10代のとき、中間町（現・高梁市中間町）にあったキリスト教信者の医師、赤木蘇平宅で住み込みの薬剤調合手伝いをした際、赤木に感化されて自らもキリスト教信者となり、19歳だった1882年に柿木町（現・高梁市柿木町）の日本組合基督教会高梁基督教会堂で洗礼を受けた。翌1883年、新島襄に会おうと家出して京都の同志社英学校を訪れたが新島には面会できず、幸助は金助に高梁へ連れ戻され家の座敷牢に入れられた。
しかし川上郡下切村（現・高梁市玉川町下切大成）から養女として留岡家に来てまもなかった夏子の手助けで再び留岡家を出ると、今治の教会牧師、横井時雄の元に身を寄せた。このときに徳富健次郎（徳富蘆花）と出会い、徳富の小説『黒い眼と茶色い眼』の中に登場する「邦語神学の富岡君」は留岡がモデルだといわれる。また夏子はまもなく留岡家から実家に戻ったあと、奉公先の医師からの感化で洗礼を受けて神戸の女子伝導学校に進学し、のち幸助の妻となった。
徴兵検査で不合格となったのち、1885年（明治18年）に同志社英学校別科神学科邦語神学課程に入学し、新島襄の教えを受ける。1888年（明治21年）卒業後、福知山の丹波第一教会で教会牧師となり、3年間にわたって伝道活動を行った。
1891年（明治24年）、金森通倫の誘いで北海道空知郡市来知（いちきしり）村の内務省北海道庁空知集治監（同年北海道集治監空知分監に改組、1901年廃止。現・三笠市市来知）の教誨師となった。1894年（明治27年）から1897年（明治30年）にかけてアメリカに留学した。マサチューセッツ州のコンコード感化監獄（現・マサチューセッツ州矯正局マサチューセッツ矯正施設コンコード支所、ミドルセックス郡コンコード）で実習を行ったのち、ニューヨーク州のエルマイラ感化監獄（現・ニューヨーク州矯正・地域監督局エルマイラ矯正施設、シェマング郡エルマイラ市）では長年にわたり監獄の改良事業に取り組んだ施設長のゼブロン・リード・ブロックウェイから直接指導を受けた。

### 「家庭学校」と「家庭学校北海道分校」の開校
帰国後、東京府の巣鴨監獄で教誨師を務めながら感化院設立のために奔走し、1899年（明治32年）、東京府北豊島郡巣鴨村（現・東京都豊島区）に土地を購入し、民間感化院「家庭学校」（現・児童養護施設東京家庭学校）を設立した。また牧会者として霊南坂教会に所属し、「基督教新聞」の編集を行った。
1900年（明治33年）、妻の夏子と死別し、のち高梁時代の伝で順正女学校卒業後、家庭学校に就職していた寺尾きく子と結婚した。1904年にはかつて出奔してその元を去った高梁の養父・金助が没し、幸助は高梁町頼久寺町（現・高梁市頼久寺町）の高梁基督教会堂墓地に養父母の墓を建立した。
1914年（大正3年）、「流汗鍛錬」の信条のもと、大自然の中での農作業などの労働体験を通じて感化事業を行う構想を実現するため、北海道オホーツク海側の紋別郡上湧別村字サナプチ（のち分村し遠軽村字社名渕、現・遠軽町留岡）の国有地の払い下げを受け、施設を柵などで外界と隔離しない開放処遇の「家庭学校北海道分校」（現・児童自立支援施設北海道家庭学校）とその農場を開設した。
北海道分校では払い下げを受けた土地を周辺の開拓民に分配してその小作料を分校運営費にあてるとともに、「社名渕産業組合」を開設して開拓地と分校の共存共栄を図る経済振興に取り組んだ。また分校内に各種教材や図書を備えた「博物室」を設けて開拓民の子弟にも開放し、地域の教育振興に貢献した。
これらの活動がたたえられ、1915年（大正4年）11月9日には藍綬褒章を受章した。1922年（大正11年）、神奈川県茅ヶ崎にも家庭学校の分校を作るがまもなく関東大震災で建物が倒壊し、1933年（昭和8年）閉校した。留岡はこの間、北海道分校と本校を行き来しながら、二つの学校を指導監督した。
1931年（昭和6年）、家庭学校本校で奉教五十年を祝う感謝の会が開かれた際、徳富蘇峰と会談中に脳溢血で倒れた。1933年（昭和8年）に妻きく子夫人が死去し、留岡は家庭学校の名誉校長となって現場から退き、二代目の校長には牧野虎次が就任した。1934年（昭和9年）2月5日、東京府北多摩郡千歳村大字上祖師谷（現・東京都世田谷区）の自宅で死去した。墓所は多磨霊園。

## 家庭学校のその後
1952年（昭和27年）、家庭学校の社会福祉法人化にともない、本校を「東京家庭学校」、北海道分校を「北海道家庭学校」に改称した。1968年（昭和43年）には社会福祉法人北海道家庭学校が発足して運営が分離された。現在は東京家庭学校が児童養護施設、北海道家庭学校が男子児童自立支援施設として独立して運営され、それぞれの使命を果たしている。
北海道家庭学校の地元遠軽町では、1960年代に実施した町内の字名改正にあたり、留岡幸助の歩みをたたえて社名渕地区のうち北海道家庭学校周辺について新たに「留岡」の字名を起こし、その功績を今に伝えている。

## 栄典
- 1928年（昭和3年）11月10日 - 勲五等瑞宝章[6]
- 1934年（昭和9年）2月5日 - 正六位[7]

## 親族
- 三男 留岡幸男（内務官僚・警視総監・内務省北海道庁長官）
- 四男 留岡清男（北海道大学教授・北海道家庭学校第四代校長）
- 長女 富恵子 - 鴨原篤二（のち千葉青年師範学校初代校長）の妻[8]

## 留岡幸助を扱った作品
- 『大地の詩 -留岡幸助物語-』

　2011年4月9日公開の日本映画。留岡幸助を村上弘明が演じる。監督は山田火砂子。